# Williams-Gletscher (Georg-V.-Küste)
Der Williams-Gletscher ist ein Gletscher an der Georg-V.-Küste in Ostantarktika. Er liegt südwestlich des Horn Bluff am Westufer der Deakin Bay.
Das Antarctic Names Committee of Australia benannte ihn am 12. August 2010 nach Gus Williams, Steward an Bord des Schiffs Aurora unter anderem bei der Australasiatischen Antarktisexpedition (1911–1914) unter der Leitung des australischen Polarforschers Douglas Mawson.